# Campeonato Mundial de Atletismo Júnior de 2014 - Salto triplo masculino
A prova do salto triplo masculino do Campeonato Mundial de Atletismo Júnior de 2014 ocorreu entre os  dias 25 e 27 de julho em Eugene, nos Estados Unidos. 

## Recordes
Antes desta competição, os recordes mundiais e do campeonato nesta prova eram os seguintes:
|     | Nome           | Nacionalidade     | Distância | Local  | Data                   |
| --- | -------------- | ----------------- | --------- | ------ | ---------------------- |
| WJR | Volker Mai     | Alemanha Oriental | 17.50 m   | Erfurt | 23 de junho de 1985    |
| CR  | Yoelbi Quesada | Cuba              | 17.04 m   | Seul   | 19 de setembro de 1992 |

Os seguintes recordes mundiais ou do campeonato foram estabelecidos durante esta competição: 
| Data        | Evento | Nome            | Nacionalidade | Distância | Notas |
| ----------- | ------ | --------------- | ------------- | --------- | ----- |
| 27 de julho | Final  | Lázaro Martínez | Cuba          | 17.13     | CR    |

## Medalhistas
| Ouro                  | Prata          | Bronze             |
| Lázaro Martínez (CUB) | Max Hess (GER) | Mateus de Sá (BRA) |

## Cronograma
Todos os horários são locais (UTC-7).
| Data        | Hora  | Evento       |
| ----------- | ----- | ------------ |
| 25 de julho | 10:45 | Qualificação |
| 27 de julho | 15:05 | Final        |

## Resultados

### Qualificação
Qualificação: 15,90 m (Q) ou pelo menos melhor 12 qualificado (q) 
| Posição | Grupo | Atleta             | Nacionalidade  | Resultados | Notas |
| ------- | ----- | ------------------ | -------------- | ---------- | ----- |
| 1       | B     | Lázaro Martínez    | Cuba           | 16.63      | Q     |
| 2       | A     | Andy Díaz          | Cuba           | 16.38      | Q,    |
| 3       | A     | Max Hess           | Alemanha       | 16.37      | Q     |
| 4       | B     | Ryoma Yamamoto     | Japão          | 16.27      | Q     |
| 5       | B     | Fang Yaoqing       | China          | 16.20      | Q     |
| 6       | B     | Levon Aghasyan     | Armênia        | 16.16      | Q     |
| 7       | B     | Mateus de Sá       | Brasil         | 16.15      | Q,    |
| 8       | A     | Lorenzo Dallavalle | Itália         | 15.99      | Q     |
| 9       | B     | Álvaro Cortez      | Chile          | 15.97      | Q     |
| 10      | A     | Yugo Takahashi     | Japão          | 15.92      | Q,    |
| 11      | A     | Fabian Ime Edoki   | Nigéria        | 15.75      | q     |
| 12      | A     | Miguel van Assen   | Suriname       | 15.71      | q     |
| 13      | B     | Clayton Brown      | Jamaica        | 15.37      |       |
| 14      | B     | Tomáš Veszelka     | Eslováquia     | 15.33      |       |
| 15      | B     | Simone Forte       | Itália         | 15.31      |       |
| 16      | B     | Tobias Hell        | Alemanha       | 15.30      |       |
| 17      | A     | Khaled al-Subaie   | Kuwait         | 15.26      |       |
| 18      | A     | Marcos Ruíz        | Espanha        | 15.22      |       |
| 19      | A     | Hayden McClain     | Estados Unidos | 15.09      |       |
| 20      | A     | Odaine Lewis       | Jamaica        | 15.01      |       |
| 21      | B     | Orkhan Aslanov     | Azerbaijão     | 14.92      |       |
| 22      | B     | Moustapha Badji    | Senegal        | 14.90      |       |
| 23      | A     | Timur Khusnulin    | Uzbequistão    | 14.84      |       |
| 24      | B     | John Warren        | Estados Unidos | 14.71      |       |
| —       | A     | Bruno de Souza     | Brasil         | DNS        |       |

### Final
A prova final foi realizada no dia 27 de julho às 15:05. 
| Posição | Atleta             | Nacionalidade | 1     | 2     | 3     | 4     | 5     | 6     | Resultados | Notas           |
| ------- | ------------------ | ------------- | ----- | ----- | ----- | ----- | ----- | ----- | ---------- | --------------- |
| 01 !    | Lázaro Martínez    | Cuba          | 17.08 | 17.13 | X     | —     | —     | 16.39 | 17.13      | ,               |
| 02 !    | Max Hess           | Alemanha      | 15.90 | 16.55 | X     | X     | X     | X     | 16.55      | Recorde pessoal |
| 03 !    | Mateus de Sá       | Brasil        | 15.93 | 16.47 | 16.41 | 16.18 | 16.25 | 16.27 | 16.47      | NJR             |
| 4       | Andy Díaz          | Cuba          | X     | 15.88 | 16.35 | 15.72 | 15.97 | 16.43 | 16.43      |                 |
| 5       | Levon Aghasyan     | Armênia       | 14.48 | 16.17 | X     | 15.82 | 16.10 | 16.28 | 16.28      |                 |
| 6       | Fang Yaoqing       | China         | 16.15 | 15.96 | 15.35 | 15.10 | 15.70 | 15.97 | 16.15      |                 |
| 7       | Ryoma Yamamoto     | Japão         | 15.54 | 15.81 | 15.89 | 15.62 | X     | X     | 15.89      |                 |
| 8       | Álvaro Cortez      | Chile         | 15.66 | 15.80 | 15.88 | X     | X     | 15.52 | 15.88      | NJR             |
| 9       | Yugo Takahashi     | Japão         | 15.76 | 15.49 | 15.56 | —     | —     | —     | 15.76      |                 |
| 10      | Lorenzo Dallavalle | Itália        | 15.54 | X     | 13.60 | —     | —     | —     | 15.54      |                 |
| 11      | Miguel van Assen   | Suriname      | 15.51 | 15.27 | 13.66 | —     | —     | —     | 15.51      |                 |
| 12      | Fabian Ime Edoki   | Nigéria       | X     | 15.37 | 15.46 | —     | —     | —     | 15.46      |                 |

Legenda
| Recorde mundial       | Recorde mundial (World record)               |                       | Recorde africano                      | Recorde africano (African) |                                           | Q | Classificado por posição (Qualified) |
| Recorde do campeonato | Recorde do campeonato (Championship record)  | Recorde da América    | Recorde da América (Americas)         | q                          | Classificado por melhor tempo (Qualified) |   |                                      |
| Melhor marca do ano   | Melhor marca do ano (World leading)          | Recorde asiático      | Recorde asiático (Asian)              | DNS                        | Não largou (Did not start)                |   |                                      |
| Recorde nacional      | Recorde nacional (National record)           | Recorde europeu       | Recorde europeu (European)            | DNF                        | Não terminou (Did not finish)             |   |                                      |
| Recorde pessoal       | Recorde pessoal do atleta (Personal best)    | Recorde da Oceania    | Recorde da Oceania (Oceania)          | DSQ / DQ                   | Desclassificado (Disqualified)            |   |                                      |
| Recorde da temporada  | Recorde da temporada do atleta (Season best) | Recorde sul-americano | Recorde sul-americano (South America) | NM                         | Sem marca (No mark)                       |   |                                      |